# Eois innocens
Eois innocens är en fjärilsart som beskrevs av W. Warren 1902. Eois innocens ingår i släktet Eois och familjen mätare. Inga underarter finns listade i Catalogue of Life.